# Ethan Britto
Pour les articles homonymes, voir Britto (homonymie).
Ethan Britto, né le 30 novembre 2000 à Gibraltar, est un footballeur international gibraltarien. Il joue au poste d'arrière gauche avec le club des Lincoln Red Imps.

## Biographie

### En club
Passé par les jeunes de Lincoln Red Imps, Ethan Britto commence sa carrière senior avec son club formateur à l'âge de quinze ans.
En janvier 2017, lors du mercato d'hiver, il est prêté à Europa Point, il jouera onze matches et marquera deux buts.
Lors du mercato d'été de 2018, il rejoint le club de Mons Calpe mais les problèmes financiers du club feront que Britto reviendra avec son club formateur, Britto n'aura passé qu'une saison avec Mons Calpe, n'aura joué que dix-sept matches et n'aura marqué qu'un but.

### En sélection
Britto honore sa première sélection avec la sélection nationale le 13 octobre 2018, contre l'Arménie, en Ligue D, dans le cadre de la Ligue des Nations de l'UEFA, avec à la clé une victoire un but à zéro à l'extérieur,.